# Campania de la Prut
Campania de la Prut a fost o campanie în Principatul Moldova din vara anului 1711 a armatei ruse sub conducerea lui Petru I împotriva Imperiului Otoman în timpul războiului ruso-turc din 1710-1713.
Cu o armată condusă de mareșalul Boris Șeremetev, țarul Petru I s-a dus personal în Moldova. Pe râul Prut, aproape 75 km la sud de Iași, armata rusă de 38 de mii de oameni a fost înconjurată la malul drept de armata turcă în componența căreia erau 120 de mii de oameni și de tătarii din Crimeea care avea o armată de 70 de mii de oameni. Rezistența opusă de ruși l-a impus pe comandantul turc să semneze un tratat de pace, în care armata rusă a scăpat de situația disperată și era obligată să-i dea Imperiului Otoman nu demult cuceritele teritorii în anul 1696 Azov și țărmul Mării Azov. Pe lângă asta Moldova a redevenit vasal al Imperiului Otoman, în timp ce domnitorul Moldovei Dimitrie Cantemir se refugiază la Moscova, Tratatul de la Luțk a fost anulat.

## Context
Situația politico-militară din anul 1710 era defavorabilă Rusiei din mai multe motive. În primul rând, puterile apusene nu priveau cu ochi buni expansiunea Rusiei către vest. În al doilea rând, aliații rușilor, saxonii și polonezii lui August al II-lea, nu erau direct interesați de un război cu Poarta. Pe de altă parte, armatele rusești erau reținute în diferite regiuni: în Finlanda, pe țărmurile Mării Baltice, în Polonia, Ucraina și la Marea Azov. În altă ordine de idei, otomanii beneficiau de neutralitatea Curții de la Viena, angajată, la acea vreme, în războiul de succesiune la tronul Spaniei.
Conform unui izvor narativ otoman (este vorba despre „Amintirile” lui Hassan Kürdî), declanșarea conflictului ruso-otoman a fost generată, într-o bună măsură, de legăturile țarului cu popoarele creștine din Balcani. Astfel, Petru cel Mare „a făcut înțelegere cu toți ghiaurii greci din Moldova și Țara Românească și de pe malurile Dunării și de la Belgrad și din Bosnia și de pe țărmurile Mării Negre și ale Mării Mediterane și din toate insulele acesteia și din toată Rumelia și Anatolia”. În același timp, Petru „s-a înțeles cu venețienii” pentru ca aceștia din urmă să-i atace pe otomani în Mediterană.
În aceste condiții, otomanii au declanșat un război preventiv, deoarece, conform aceluiași izvor narativ, țarul „în anul următor era neclintit și ferm hotărât să atace pe neașteptate”. La 20 noiembrie 1710, Imperiul Otoman a declarat război Rusiei, ambasadorul țarului, P.A. Tolstoi, și întreg personalul ambasadei ruse de la Constantinopol (aproximativ 70 de persoane) fiind întemnițat în închisoarea Edicule.
În același timp, otomanii l-au numit, ca domn al Moldovei, pe Dimitrie Cantemir, acesta având ca sarcină prinderea lui Constantin Brâncoveanu, suspectat de legături cu rușii. Ceremonia de investire ca domn a lui Cantemir a avut loc în prezența sultanului, onoare deosebită, deoarece, de obicei, marele vizir era cel care înmâna însemnele domniei. 

## Desfășurare
Armata rusă s-a pus în mișcare în luna aprilie a anului 1711, pe direcția Kiev – Soroca – Iași. Grosul trupelor, aflate sub comanda directă a țarului, erau precedate de un detașament de cavalerie, comandat de feldmareșalul Șeremetev, detașament alcătuit din 15.000 de oameni. 
Planul de acțiune al armatei ruse prevedea, inițial, două etape distincte. Într-o primă fază, armata comandată de Șeremetev trebuia să pătrundă în Moldova, să ajungă la Dunăre și să împiedice trecerea trupelor otomane peste fluviu. În cea de-a doua etapă, ofensiva trebuia continuată peste Dunăre, prin Dobrogea spre Istanbul.
La 19 aprilie 1711, feldmareșalul Șeremetev a plecat de la conacul Mankevici, ajungând la 22 aprilie la Luțk. La 26 aprilie 1711, s-a semnat, la Luțk, tratatul de alianță dintre țarul Petru cel Mare și domnitorul Moldovei, Dimitrie Cantemir. Datorită faptului că a stat la baza declanșării unei acțiuni militare comune, româno-ruse, împotriva Imperiului otoman, acest act a fost considerat, multă vreme, în istoriografia românească, drept primul tratat pe care Țările Române l-au încheiat cu statul rus. 
Tratatul de la Luțk conține un preambul și 17 articole. Conform articolului II, domnul Moldovei trebuia să se alăture cu armată oastei
ruse. Trupele moldovene urmau să fie întreținute pe cheltuiala vistieriei rusești.
Conform articolelor XII–XV, protecția rusă asupra Moldovei urma să fie menținută și după încheierea păcii, în sensul că Petru nu va lăsa Moldova sub dominația Porții. Dacă, totuși, va fi nevoit să facă acest lucru lui Cantemir trebuia să i se asigure găzduire în Rusia și urma să fie despăgubit pentru palatele de la Istanbul. Articolele XVI-XVII conțin jurămintele lui Petru cel Mare și Dimitrie Cantemir.
La 27 mai, feldmareșalul Șeremetev a trimis, de la Soroca, o proclamație adresată locuitorilor Moldovei, prin care le cerea să se înroleze în armata rusă, urmând să primească soldă, în funcție de grad.
Pentru refacerea armatei moldovene, Cantemir a primit, din partea țarului, 100 de pungi cu bani. Pentru a constitui o armată de 10 000 de oameni, domnitorul Moldovei a numit 17 polcovnici, plătiți cu câte 100 de ruble pe lună și 117 rotmiștri, plătiți cu câte 30 de ruble pe lună.
La 30 mai, Cantemir a trimis o scrisoare prin care cerea sprijin militar rus, deoarece otomanii aflaseră că trecuse de partea țarului. În sprijinul domnului Moldovei, a fost trimis brigadierul Kropotov, cu un detașament de 3 000 de oameni, și i s-au dat lui Cantemir 10 000 de ruble.
La 1 iunie, detașamentul de cavalerie comandat de Kropotov, alături de polcul moldovenesc condus de Apostol Ghicheciu, a trecut Prutul, iar a doua zi a intrat în Iași.
Dimitrie Cantemir a lansat, la 1 iunie, o proclamație prin care le cerea supușilor săi să se prezinte, în număr cât mai mare, la oaste până la data de 15 iunie. 
Cantemir și-a dat seama că trupele otomane vor ajunge la Dunăre înaintea celor moldo-ruse și l-a informat cu privire la acest lucru pe feldmareșalul Șeremetev. Comandantul rus nu a luat însă măsurile necesare pentru a îndeplini porunca țarului, și anume să împiedice oștile otomane să pătrundă în Moldova.
Armata otomană a ajuns la Isaccea la 16 iunie 1711, unde a staționat 14 zile. Principalii comandanți otomani, pe lângă marele vizir Baltacı Mehmed Pașa, erau: Yusuf Aga, comandantul ienicerilor, care avea la dispoziție aproximativ 50 000 de oameni; vizirul Ali pașa care devenise, la începutul anului 1711, conducătorul eyaletului Bosniei; Yörük Hasan pașa comandantul eyaletului Urum; Sirke Osman pașa comandantul eyaletului Karaman etc.
Armata otomană a staționat două săptămâni la Isaccea deoarece acolo s-a realizat joncțiunea cu trupele tătare și cele suedeze, conduse de Carol al XII-lea. La 27 iunie, hanul tătarilor din Crimeea, Devlet Ghirai al II-lea (1708–13), a sosit în tabăra otomană împreună cu armata sa. Marele vizir i-a trimis pe tătari, ca o avangardă, în întâmpinarea armatei ruse. Scopul era acela ca „atacând noaptea tabăra ghiaurului cel blestemat, s-o facă una cu pământul”.
În data de 24 iunie, țarul Petru a ajuns la Iași, unde s-a sfătuit cu Dimitrie Cantemir și cu marii boieri moldoveni. Insistența boierului Iordache Ruset, de a nu se instaura în Moldova o dinastie domnitoare, i-a atras acestuia surghiunul la Soroca și, mai apoi, întemnițarea la Kiev. 
La 27 iunie 1711, a fost adus, în tabăra otomană de la Isaccea, Nicolae Mavrocordat pe care marele vizir „îmbrăcându-l în caftan l-au făcut bei la Iași”. 
După ce otomanii au ajuns la Dunăre, planul de acțiune al armatei ruse a trebuit să fie modificat. Noua strategie prevedea ca forțele principale, sub comanda țarului, să înainteze spre sud, pe malul drept al Prutului până la Fălciu, iar un grup de forțe mai puțin numeros, condus de generalul Rönne să cucerească Brăila și să distrugă podul de la Isaccea.
Trimiterea grupării comandată de generalul Karl Rönne a fost hotărâtă pe data de 27 iunie. Forțele rusești destinate cuceririi Brăilei însumau 12 000 de soldați, având ca sprijin 20 de tunuri, un polc moldovenesc și steagul comandat de Toma Cantacuzino.
Generalul Rönne fusese desemnat să cucereacă Brăila deoarece el fusese singurul general străin care optase, în consiliul de război de la Soroca din 4 iunie, pentru o strategie ofensivă. Obiectivele principale ale generalului Rönne erau ocuparea depozitelor de provizii aflate de-a lungul râului Siret și cucerirea Brăilei. Ca sarcini secundare, erau distrugerea podului construit de otomani la Isaccea și realizarea joncțiunii cu armatele muntene. Reușita acțiunii ar fi izolat armata otomană deeventualele ajutoare sosite de la sud de Dunăre. Acțiunea de cucerie a Brăilei a reprezentat un lucru nou în ceea ce privește strategia militară. Astfel, grosul trupelor rusești juca un rol auxiliar, trebuind să asigure succesulunui corp izolat.
După traversarea râului Siret, generalul Rönne s-a îndreptat spre Focșani. De acolo au fost răspândite manifeste prin care populația era îndemnată să asigure aprovizionarea armatei ruse cu alimente și furaje.
De la Focșani, generalul Rönne s-a îndreptat către mănăstirea Măxineni, unde se credea că există un depozit de provizii al otomanilor. Aceste provizii fuseseră însă evacuate la Urlați. Corpul expediționar rus a pornit apoi în marș forțat spre Brăila la 11 iulie, ajungând după 11 ore la periferiile orașului. 
Generalul Rönne a încercat să evite o vărsare inutilă de sânge și i-a propus lui Daud pașa să predea cetatea. Propunerile sale au fost însă respinse. După două zile de lupte, la 13 iulie 1711, garnizoana turcească a capitulat, după ce, din cei 3 000 de oameni care o compuneau, 700 fuseseră uciși sau răniți. Pierderile armatei ruse, încursul acestei operațiuni, au fost estimate la 100 de morți și 300 de răniți.
Cucerirea Brăilei a avut o însemnătate mare în derularea tratativelor de pace de la Stănilești. Astfel, marele vizir, care aflase de căderea Brăilei înaintea țarului, se simțea amenințat de un eventual atac al generalului Rönne. Acesta a fost unul din motivele pentru care marele vizir a acceptat propunerile de pace ale lui Petru cel Mare, deșiputea obține mult mai mult.
Armatele otomane, ajunse pe malul Prutului, beneficiau și de sprijinul flotei dunărene. Flota avea rolul de a aproviziona oastea cu hrană, furaje și muniții și de a face legătura cu Imperiul.
Retragerea corpului de avangardă, condus de generalul Ianus, fără ordinul țarului a permis otomanilor să treacă Prutul în forță, punând stăpânire pe Fălciu. După ce, la 7 iulie, trupele ruse și moldovene au fost respinse de armata otomană, țarul a fost nevoit să se retragă, armata sa fiind încercuită.

### Bătălia de la Stănilești
În primele confruntări ale bătăliei de la Stănilești, otomanii au suferit pierderi grele „deoarece ienicerii au atacat fără să-și facă întărituri”. Astfel, trei agale de sendergeçti „au devenit martiri împreună cu toți oamenii lor”.
În seara de 19 iulie, armata rusă și-a consolidat pozițiile defensive, însă a fost complet înconjurată de forțele otomane. Pe data de 20 iulie 1711, „s-a dat o luptă atât de cumplită încât nu are asemănare”. Otomanii nu au reușit însă să cucerească tabăra rusă și „s-au așezat iarăși în șanțuri”.
Pe 21 iulie, rușii au lansat, fără succes, mai multe contraatacuri, încercând să scape din încercuire: „la ivirea zorilor, trăgând din armele ce le aveau în mâini, ghiaurii au ieșit din tabăra lor și au pornit la atac asupra gaziilor musulmani”. Situația logistică a armatei ruse era însă dezastruoasă, deoarece “văzând că tunurile și puștile lor nu mai
pot trage, ghiaurii se băteau cu vitejii gazii numai cu sabia”.

## Încheierea păcii
Văzând că armata rusă a rămas fără provizii și că nu poate scăpa din încercuire, țarul a convocat un consiliu de război, în ziua de 21 iulie, în care s-a hotărât trimiterea de soli pentru încheierea păcii.
În tabăra otomană a fost trimis un „negociator din naștere”, prințul Piotr Șafirov. Spre deosebire de marele vizir, hanul tătar și regele suedez Carol al XII-lea erau adversari ai încheierii păcii. Astfel, hanul era de părere că „acest ghiaur
folosește multe șiretenii și viclenii”.
În cele două consilii de război ținute în data de 21 iulie, s-a hotărât că, dacă otomanii nu vor accepta să încheie pace, trupele ruse să mai facă încă o încercare de a ieși din încercuire. Însă, chiar după terminarea celui de al doilea consiliu, în tabăra rusă
a sosit P. Șafirov care a adus vestea că marele vizir a acceptat să încheie pacea.
Pacea prevedea ca „țara otomanilor să rămână întreagă”. Este vorba de retrocedarea teritoriilor cucerite de ruși în timpul războiului dintre Poartă și Liga Sfântă. Baltacı Mehmed pașa mai cerea „ca regele Suediei să ajungă în siguranță în țara lui”, să fie predați, ca ostateci, P. Șafirov și feldmareșalul Șeremetev și „înscrisuri de proveniență înaltă”. O altă cerere era predarea lui Dimitrie Cantemir. Solul rus a
răspuns însă că „Dimitrie Cantemir a plecat de la noi”.
Țarul a satisfăcut toate cererile otomanilor, însă nu l-a trimis ca ostatic pe feldmareșalul Șeremetev, ci pe fiul acestuia Mihail90. Drept însoțitor al armatei ruse a fost desemnat Çerkes Mehmed pașa, pentru ca oastea țarului să nu fie atacată în timpul retragerii.
Înfrângerea rușilor de la Stănilești s-a datorat mai multor factori. În primul rând, Petru a făcut aproape aceleași greșeli ca și Carol al XII-lea la Poltava: nu a ținut cont de oboseala soldaților după marșurile din nordul Rusiei până la Nistru; nu s-a retras într-o regiune rodnică pentru a se putea reface, atunci când a rămas fără provizii; disproporția dintre cele două armate era foarte mare. După campanie, țarul a concediat 14 generali (printre care și Ianus), 14 colonei, 22 locotenenți colonei și 165 de căpitani, considerați răspunzători de insuccesul campaniei.

## Consecințe
După retragerea armatei ruse, mulți moldoveni, adăpostiți în păduri, au continuat să lupte. Pentru a-i face pe aceștia să înceteze lupta, marele vizir a eliberat toți prizonierii care nu fuseseră duși încă în afara teritoriului Moldovei.
Deși armata rusă a suferit o înfrângere, campania de la Prut din anul 1711 nu poate fi considerată o catastrofă, din mai multe motive. În primul rând, trupele țarului s-au retras de la Stănilești, cu întregul echipament și armament de care dispuneau, în perfectă ordine. În al doilea rând, făcând o comparație între pierderile suferite de ruși și otomani, reiese un raport de cel puțin 1/5 în defavoarea otomanilor. Astfel, armata rusă a avut aproximativ 3.000 de morți, răniți și prizonieri în întreaga campanie, pe când
otomanii au avut circa 16.000 de morți și răniți numai în bătălia de la Stănilești.
Urmarea, pe termen scurt, a campaniei de la Prut a fost instaurarea domniilor fanariote în Moldova. Pe termen lung însă, momentul 1711 a fost unul de referință pentru relațiile româno-otomane și româno-ruse. În perioada care a urmat, rușii i-au avut aproape întotdeauna în vedere pe români, încercând să-i desprindă de sub autoritatea Porții, pentru a-i plasa sub propria „protecție”.

## Legături externe
- 1711: „NENOROCITA CAMPANIE DE LA PRUT” A LUI PETRU I Arhivat în 2 aprilie 2015, la Wayback Machine. pe istoriamilitara.org